# Захарко, Василий Иванович
Васи́лий (Василь) Ива́нович Заха́рко, в современной Беларуси распространена белорусская версия имени Васи́ль Заха́рка (бел. Васіль Іванавіч Захарка; 1 апреля 1877, д. Добросельце, Гродненская губерния, Российская империя — 14 марта 1943, Прага, Протекторат Богемии и Моравии) — белорусский педагог, политический деятель. В 1928—1943 годах — председатель Рады БНР (в эмиграции).

## Биография

### Ранние годы
Василий Захарко родился в бедной крестьянской семье в деревне Добросельце неподалёку от Гродно. В 16 лет он осиротел и, чтобы прокормить себя, двух братьев и сестру, напряжённо работал. Вскоре он сумел стать учителем в церковно-приходской школе.
Захарко был призван в армию в 1898 году и оставался на воинской службе вплоть до Февральской революции. В годы службы он поддерживал контакты с членами Белорусской социалистической громады. В Первую мировую войну Захарко, хорошо зарекомендовавший себя в предвоенные годы, сражался на Северо-Западном фронте. Занимал следующие должности: делопроизводитель бригады (1906), помощник начальника снабжения армии Северо-Западного фронта, заведующий канцелярии штаба 10-й армии (1916). Коллежский регистратор (1906), губернский секретарь (1909), коллежский секретарь (1912), титулярный советник (1915).
Когда Николай II отрёкся от престола, и к власти пришло Временное правительство, Захарко находился на должности заместителя председателя верховного суда штаба 10-й армии. Он оставил службу и стал движущей силой в организации объединения солдат-белорусов. Имея контакты с многими бывшими офицерами Российской армии, Захарко был в состоянии привлечь их к белорусскому национальному движению.

### БНР
На конференции белорусских солдат, которая состоялась в Минске в ноябре 1917 года, Василь Захарко был избран секретарём Белорусского военного совета. Он также принял участие во Всебелорусском съезде, по результатам которого вошёл в Исполнительный комитет съезда. После кратковременного прихода к власти большевиков Захарко был арестован, но смог сбежать. Находясь в бегах, он занялся подготовкой переворота с целью свержения большевиков в пределах Беларуси. Общая ситуация на фронте изменилась, вследствие чего к 20 февраля 1918 года белорусские националисты взяли власть в Минске.
В период независимости Захарко занимал ряд постов в правительстве Белорусской Народной Республики. В июле 1920 года он возглавлял белорусскую делегацию на переговорах с большевиками в Москве, на которых безуспешно пытался добиться признания ими независимости БНР. Он также вёл переговоры с поляками и литовцами.

### В эмиграции

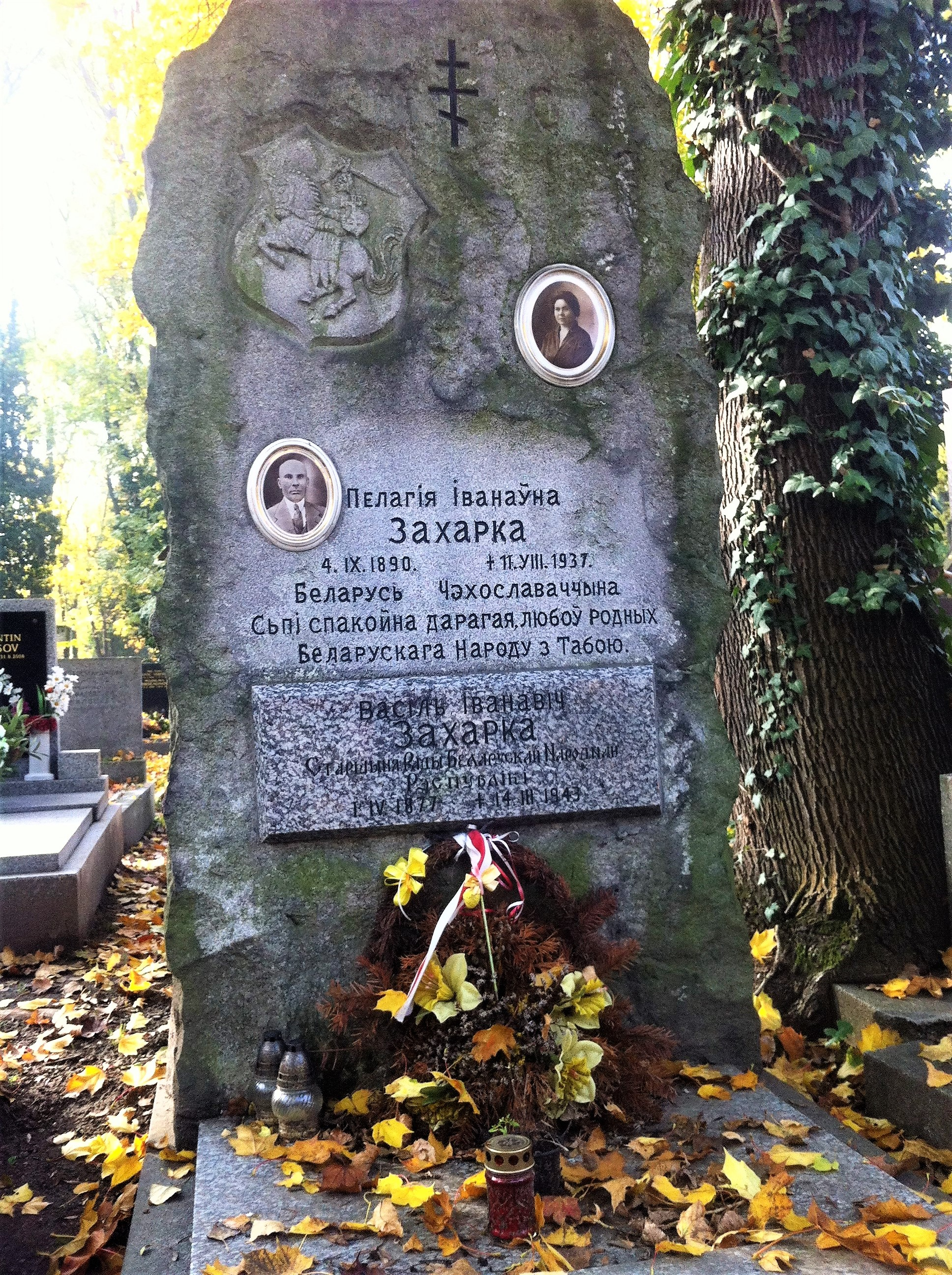
Могила Василия Захарко в Праге

Когда правительство БНР эмигрировало на запад, Захарко поселился в Праге, где продолжал принимать активное участие в делах БНР. В 1925 году он стал заместителем председателя Рады БНР Петра Кречевского, а в 1928 году, после смерти последнего, сам встал во главе Рады. На этом посту он писал статьи для белорусских и небелорусских газет и журналов, принимал участие в национальных мероприятиях.
20 апреля 1939 года Захарко обратился с меморандумом к Гитлеру, в котором выражал надежду на то, что последний поддержит белорусское национальное движение, и писал, что «есть белорусы, которые согласны искренне ему служить и оказывать всяческие услуги». Сергей Шупа, однако, утверждает, что Захарко просил открыть белорусские культурно-образовательные организации в Праге, Берлине и Варшаве, а в меморандуме преимущественно говорил о том, чем отличаются белорусы от русских, и прямо о просьбе вмешаться в дела СССР не просил.
Историк А.Н.Чернякевич утверждает что Советский Союз в том же 1939 г. заключает совсем официальное соглашение с Германией и что если говорить про моральную сторону, то наверняка Захарко не сделал ничего такого, чего не сделали большевики. В 1941 году Захарко как член Белорусского комитета самопомощи помог семье Вольфсонов получить документ, который заявлял, что они православные белорусы, хотя всем членам комитета было известно, что они евреи. Благодаря этому еврей Аркадий Вольфсон пережил войну.
После начала Второй мировой войны, когда представители нацистской Германии связались с Захарко, предложив ему сотрудничество, тот ответил отказом. Тогда в феврале 1943 года под протекцией немецкой администрации на территории оккупированной Белоруссии была образована Белорусская центральная рада во главе с Радославом Островским. Многие историки трактуют это как доказательство отказа Захарко сотрудничать с немцами, однако это опровергается тем фактом, что до этого он спокойной с ними сотрудничал, приветствовал нападение Германии на СССР, а до этого был первым заместителем председателя Белорусского бюро доверия (ББД), созданного под контролем немецких властей и которому немцы отводили роль правительства на захваченной ими территории БССР. Однако немцы после начала Великой Отечественной войны отказались от идеи создания белорусского правительства на оккупированных территориях и вернулись к этой идее лишь в 43-м.  Отказ Захарко от предложения возглавить правительство на оккупированной территории Белоруссии в начале 1943 года может быть объяснено состоянием его здоровья. По этой же причине от передал свой пост главы Рады БНР Абрамчику, который так же участвовал в деятельности эмигрантских организаций под управлением немецких властей, а также являлся редактором газеты "Ранiца", в которой публиковались антисемитские, антипольские и антисоветские статьи, восхвалялись идеи нацизма и верховное руководства нацистской Германии.
14 марта 1943 года Василь Захарко ушёл из жизни в Праге, за несколько дней до смерти передав свои полномочия Николаю Абрамчику. Был похоронен в Праге на Ольшанском кладбище.